# Lissonota conulla
Lissonota conulla là một loài tò vò trong họ Ichneumonidae.